# アウシュヴィッツの女性のオーケストラ
アウシュヴィッツの女性のオーケストラ（英: Women's Orchestra of Auschwitz / Girls' Orchestra of Auschwitz）は、アウシュヴィッツ＝ビルケナウ強制収容所内の女性ユダヤ人オーケストラ。
SSが命令し、ポーランド人音楽教師ゾフィア・チャイコフスカ夫人が1943年6月に結成した。強制労働をする囚人たちが収容所から出て行くとき、彼（女）らが戻ってくるときに、オーケストラは門の所で演奏した。メンバーは若い女の囚人であり、彼女らはガス室送りや死に至る強制労働をまぬかれた。
ユダヤ人大虐殺「ホロコースト」の最終ステージで東ヨーロッパのユダヤ人の大量強制収容が発生し、ユダヤ人の多数がガス室にそのまま送られたとき、オーケストラは犠牲者たちの心を安らかにするために演奏した。その音楽はユダヤ人に、「東へ輸送されている」という錯覚を与え、SSがユダヤ人を殺す効率を高めた。
指揮者は後にチャイコフスカからグスタフ・マーラーの姪アルマ・ロゼに替わった。ロゼはそれまで故郷ウィーンの女性オーケストラの指揮者であった。楽団メンバーだったファニア・フェヌロンは著書の中で、オーケストラが特定の曲を演奏しなければならなかったという説を否定しており、これを「神話」と呼んだ。しかし、SSのためのコンサートを録音したこと、マリア・マンデルが『蝶々夫人』を好んでいたことを認めている。
1944年11月1日に、女性のオーケストラのユダヤ人メンバーは牛車でベルゲン・ベルゼン強制収容所に輸送され、そこにはオーケストラも特権も無かった。1945年1月18日に、オーケストラの、ポーランド人などの非ユダヤ人少女は、ラーフェンスブリュック強制収容所に移された。

## 小説
オーケストラの歴史は様々な形で語られている。
最もよく知られているドキュメントはフェヌロンの鮮やかな小説・回顧録『オーケストラのための執行猶予』だが、生き残ったメンバーの多くは、フェヌロンが回顧録に記したアルマ・ロゼの規律狂、ユダヤ民族自己嫌悪、ナチス崇拝・へつらい・おべっか使いの姿を否定した。
ロゼの最近の伝記『アルマ・ロゼ：ウィーンからアウシュヴィッツに』（ロゼの家族の友人リチャード・ニューマンとカレン・カートレイ著）は、ロゼの別の顔を描き、フェヌロンの著作の誤りと偏見を訂正した。

## 映画
- Esther Bejarano and the girl orchestra of Auschwitz, Christel Priemer 1992年
- Bach in Auschwitz, Michel Daeron 2000年
- Playing for Time, Linda Yellen 1980年：アーサー・ミラーの舞台用翻案にもとづくテレビ映画。

## オーケストラのメンバー、担当楽器、出身、囚人番号
（）内は旧姓。
- アルマ・ロゼ、指揮とバイオリン、ユダヤ人、オーストリア、NR50381
- ゾフィア・チャイコフスカ、設立、指揮、ポーランド、NR6873
- エスター・ベジャラノ（英語版）、リコーダー、ピッコロ、アコーディオン、ギター、ユダヤ人、ドイツ; 現在、グループ「コインシデンス」でユダヤ人ゲットーの歌、反ファシストの曲を演奏している。2021年7月10日死亡[4]。96歳没。
- ファニア・フェヌロン、ピアノと歌、ユダヤ人、フランス、NR74862
- EWA Stojowska、ピアノと歌、ポーランド、NR64098
- ヘレナDunicz-Niwinska、バイオリン、コンサート・マスター、ポーランド、NR64118
- ゾフィア・チコビアク、バイオリンや筆耕、ポリス、NR44327：ドキュメンタリー映画『死の国の旋律・アウシュビッツと音楽家たち』に出演し、つらい過去を語った。同作品は2003年、2010年に日本で放映された。
- アニタ・ラスカー·ウォルフィッシュ、チェロ、ユダヤ人、ドイツ
- ヤドヴィガ（ダヌータ、ダンカ）Kollakowa、ピアノ、アコーディオン、パーカッション、ポーランド、NR。6882
- Henryka Czapla、バイオリニスト、ポーランド
- Henryka Galazka、バイオリニスト、ポーランド
- IRENA Lagowska、ヴァイオリニスト、ポーランド、NR49995
- エレーヌScheps、バイオリン、ユダヤ人、ベルギー
- ヴィオレットジャケ、バイオリン、ユダヤ人、フランス、ルーマニア生まれ; 戦後ポップ・シンガーとなった。
- フローラSchrijverジェイコブス、アコーディオン、ユダヤ人、オランダ、NR61278
- ジュリーStroumsa、バイオリン、ユダヤ人、ギリシャ
- ファニーBirkenwald、マンドリン、ユダヤ人、ベルギー
- メアリーBielicka、歌、ポーランド
- エレーヌラウンダー、ヴァイオリンと筆耕、ユダヤ人、フランス
- リリー・アザエル、バイオリン、ユダヤ人、ハンガリー
- エヴァ・シュタイナー、歌、ユダヤ人、トランシルヴァニア、NR17139
- マダム・シュタイナー、エヴァの母、バイオリン、トランシルヴァニア
- ローラ·クローネ、フルート、ユダヤ人、ドイツ
- マリア·クローネ、ローラの姉、チェリスト、ドイツ
- エルザ·ミラー、バイオリン、ユダヤ人、ドイツ
- ソニアWinogradowa、ピアノ、筆耕、ロシア
- マーゴットAnzenbacher（Wtrovcova） 、ユダヤ人、チェコ
- ロッテLebedova、歌、ユダヤ人、チェコ
- Rachela Zelmanowicz（Olewski） 、マンドリン、ユダヤ人、ポーランド
- Masza Pietrkowska、マンドリン、ユダヤ人、ポーランド
- ヒルデGrünbaumZimke、写譜、ユダヤ人、ドイツ
- リヴカBacia（レジーナKuperberg） 、アルマのメイド、ユダヤ人、ポーランド
- ヘレン（ジッピー）スピッツァーTichauer、マンドリン、ユダヤ人、チェコ、NR2286
- ルースバッ、ピッコロ、ユダヤ人、ドイツ、NR41883
- シルビアWagenbergカリフォルニア、レコーダー、ピッコロ、ユダヤ人、ドイツ
- カーラWagenberg、リコーダーとピッコロ、ユダヤ人、ドイツ
- イヴェット·マリアAssael（レノン）、アコーディオン、ピアノ、コントラバス、ユダヤ人、ギリシャ
- バイオレット・ジャケ・シルバーシュタイン、ヴァイオリニスト、歌手、フランス、NR51937
- ルース・バルーク、ギター、マンドリン、ポーランド
- レジーナ・クッファーバーグ、筆耕、ポーランド、NR51095
- Rachela Olewski、ギター、マンドリン、ユダヤ人、ポーランド、NR6874
- マリア·MOS-Wdowik、マンドリンや筆耕、ポーランド、NR6111
- マリア·ランゲン- Hnydowa、バイオリン、ポーランド、NR42873
- リリーAssael、イヴェット、アコーディオンや筆耕、ギリシャ
- Kazimiera Malys Kaowalczyk、マンドリンや筆耕、ポーランド、NR48295
- ヤドヴィガ Zatorska、バイオリン、ポーランド、NR36243
- IRENA Walaszczyk Wachowicz、マンドリン、ポーランド、NR43575
- ヘルガSchiessel、パーカッション、ユダヤ人、ドイツ

## 関連書籍
- Playing for Time, Translated from the French by Judith Landry. Atheneum New York 1977.
著者：Fania Fénelon, Marcelle Routier
ISBN 0-689-10796-X.
- Sursis pour l'orchestre, Témoignage recueilli par Marcelle Routier. Co-édition Stock / Opera Mundi. Paris 1976.
著者：Fania Fénelon, Marcelle Routier
ISBN 0-689-10796-X.
- Wir leben trotzdem [We Live Nevertheless]. Esther Bejarano--vom Mädchenorchester in Auschwitz zur Künstlerin für den Frieden, Herausgegeben vom Auschwitz-Komitee in der Bundesrepublik Deutschland e.V.  Pahl-Rugenstein Verlag Bonn 2007.
著者：Esther Bejarano, Birgit Gärtner
ISBN 3-89144-353-6
- Man nannte mich Krümel. Eine jüdische Jugend in den Zeiten der Verfolgung Herausgegeben vom Auschwitz-Komitee in der Bundesrepublik e.V.  Curio-Verlag Hamburg 1989.
著者: Esther Bejarano
- Alma Rosé. Vienna to Auschwitz, Amadeus Press Portland Oregon 2000.
著者: Richard Newman, Karen Kirtley
ISBN 1-57467-051-4
- Inherit the Truth. A Memoir of Survival and the Holocaust St. Martin's Press New York 2000.
著者: Anita Lasker-Wallfisch
ISBN 0-312-20897-9
- Das Frauenorchester in Auschwitz. Musikalische Zwangsarbeit und ihre Bewältigung von Bockel Verlag Hamburg 1996.
著者: Gabriele Knapp
ISBN 3-928770-71-3
- Asszonysors
著者: Lilla Máthé
- Les sanglots longs des violons...  Avoir dix-huit ans à Auschwitz,  Publié par les éditions Oskarson (Oskar jeunesse) Paris 2007.  Previously published with the title Les sanglots longs des violons de la mort.
著者: Violette Jacquet-Silberstein - Yves Pinguilly
- Tu choisiras la vie
著者: Jacques Stroumsa (mentions Julie Stroumsa)
ISBN 2-204-05914-5
- Violinist in Auschwitz.  From Salonica to Jerusalem 1913-1967',  Translated from German by James Stewart Brice.  Edited by Erhard Roy Wiehn.  Hartung-Gorre Verlag.  Konstanz.
著者: Jacques Stroumsa (mentions Julie Stroumsa)
ISBN 3-89191-869-0
- Het meisje met de accordion : de overleving van Flora Schrijver in Auschwitz-Birkenau en Bergen-Belsen., Uitgeverij Scheffers Utrecht 1994.
著者: Mirjam Verheijen
ISBN 90-5546-011-7
- Crying is Forbidden Here!  A Jewish Girl in pre-WWII Poland, The Women's Orchestra in Auschwitz and Liberation in Bergen-Belsen,  Edited by Arie Olewski and Jochevet Ritz-Olewski.  Based on her Hebrew testimony, recorded by Yad-Vashem in 21.5.1984.  Printed at The Open University of Israel 2009.
著者: Rachela Olewski (Zelmanowicz)
ISBN 978-965-91217-2-4
- Dans l'orchestre d'Auschwitz - Le secret de ma mère,  Auzas Éditions Imago Paris 2010
著者: Jean-Jacques Felstein
ISBN 978-2-84952-094-9
- Survivre et mourir en musique dans les camps nazis, Éditions Berg International 2011
著者: Bruno Giner
ISBN 978-2-917191-39-2